# Krohnittella
Krohnittella is een geslacht in de taxonomische indeling van de pijlwormen. Het dier behoort tot de familie Krohnittellidae. Krohnittella werd in 1912 beschreven door Germain & Joubin.